# Harrison Gilbertson
Harrison Gilbertson est un acteur australien né le 29 juin 1993 à Adélaïde.

## Filmographie

### Cinéma
- 2009 : Accidents Happen d'Andrew Lancaster (en) : Billy Conway
- 2010 : Commandos de l'ombre (Beneath Hill 60) de Jeremy Sims : Frank Tiffin
- 2010 : Virginia de Dustin Lance Black : Emmett
- 2013 : Blue Skeleton de Mac Carter : Evan Asher
- 2014 : Need for Speed de Scott Waugh : Little Pete
- 2014 : My Mistress de Stephen Lance : Charlie Boyd
- 2015 : Fallen de Scott Hicks : Cameron Briel
- 2018 : Double mortel (Look Away) d'Assaf Bernstein : Sean
- 2018 : Upgrade de Leigh Whannell : Eron
- 2019 : Dans les hautes herbes : Travis
- 2023 : Oppenheimer de Christopher Nolan : Philip Morrison
- 2025 : Deliver Me from Nowhere de Scott Cooper

### Télévision
- 2012 : Conspiracy 365 (en) : Cal Ormond
- 2018 : Picnic at Hanging Rock (en) : Michael Fitzhubert
- 2021 :  Dr Harrow : James Reed (saison 3)

## Distinctions
- 2010 :  Australian Academy of Cinema and Television Arts Awards du meilleur jeune acteur pour Commandos de l'ombre.